# إيدو إيتوب
إيدو إيتوب مواليد 1 نوفمبر 1999 في نيجيريا، هو لاعب كرة قدم نيجيري لعب سابقاً في نادي عرعر .

## روابط خارجية
- إيدو إيتوب على موقع قاعدة بيانات كرة القدم.إي يو (الإنجليزية)
- إيدو إيتوب على موقع Soccerway.com (الإنجليزية)